# Interconnexion gazière Lituanie-Pologne
L'Interconnexion Lituanie-Pologne est un gazoduc bidirectionnel entre Hołowczyce en Pologne et Jauniūnai, en Lituanie,,.